# 卢克 (科尔多瓦省)
卢克，是西班牙安达卢西亚自治区科尔多瓦省的一个市镇。总面积141平方公里，总人口3325人（2001年），人口密度24人/平方公里。